# Source Port
Ein Source Port bezeichnet die Portierung des originalen Quelltextes eines Computerspiels auf moderne Systeme. Dies geht häufig mit einer Modernisierung der Programmierschnittstellen einher. Die ursprünglichen Spieldateien bleiben unberührt und werden weiterhin benötigt. Es entsteht ein altes Spiel mit oftmals auch modernen Grafikeffekten und erweiterten Möglichkeiten zum Erstellen von Mods. Oftmals werden auch Limitierungen des Originals wie etwa bei der Bildschirmauflösung aufgehoben. Ist der Quelltext des Originals nicht verfügbar so entstehen häufig Fan-Patches, die Binärdateien modifizieren.